# Митишково
Митишково — деревня в Дорогобужском районе Смоленской области России. Входит в Ушаковское сельское поселение.

## География
Расположена в центральной части области в 30 км к юго-востоку от Дорогобужа, в 21 км восточнее автодороги Р137 Сафоново — Рославль, на берегу реки Угра. Граничит с дер. Мархоткино. В 16 км южнее от деревни находится железнодорожная станция Коробец на линии Смоленск-Сухиничи.

## История
Согласно данным Смоленского губернского статистического комитета, изданным в 1904 г., в Митишково  64 двора и 476 жителей. Помимо церкви, в Мархоткино находились двухклассное министерское училище и 4 лавки "разного рода". В Справочнике «Россия полное географическое описание нашего отечества. Настольная и дорожная книга для русских людей» (СПб., 1905 г.) отмечается: «в 5 верстах севернее (селения Сос — прим. сост.) его при селе Мархоткино на реке Угре имеется большая водяная мельница Ерина; в Мархоткине есть министерская школа со специальным преподаванием пчеловодства».
Во время Великой Отечественной войны
В годы Великой Отечественной войны деревня была оккупирована гитлеровскими войсками в октябре 1941 г..
31 августа 1943 г. Москва салютовала доблестным войскам, одержавшим победу под Ельней, двенадцатью артиллерийскими залпами из ста двадцати четырёх орудий. Как сообщало Совинформбюро: "На днях войска Западного фронта перешли в наступление на Смоленском направлении и, прорвав сильно укреплённую оборону противника протяжением по фронту более 50 километров, продвинулись вперёд от 15 до 30 километров. Вчера, 30 августа, наши войска овладели важным опорным пунктом обороны Смоленского направления — городом Ельня. Нашими войсками за 4 дня боёв занято свыше 170 населённых пунктов, в том числе железнодорожные станции Теренино, Коробец, Жегловка, Калошино, Дорогобуж (Северный), укреплённые пункты Белый Холм, Митишкино, Юшково, Бывалки, Пловец, Жабье, Каменец, Кошелево, Вараксина, Порубань, Уварова и районный центр Сафоново.
Название населенного пункта указано с ошибкой (не «Митишково», а «Митишкино»), как на немецких картах того времени. Эта ошибка неоднократно повторяется и в послевоенных источниках.
Женский костюм
В начале XX в. женский костюм дер. Митишково состоял из следующих элементов:
1) саян (юбка), шерстяной, полосатый с чёрной плисовой каймой снизу (полосы ярких цветов, широкие; плисовая кайма была двойной: вначале узкая, потом на некотором расстоянии широкая);
2) рубаха, с пышными рукавами, белая, расшитая на груди и на плечах (заправлялась в юбку);
3) безрукавка, плисовая, по фигуре, ниже талии присборена (безрукавки были синие, зеленые или красные; ткани разных цветов стоили по-разному, поэтому по цвету можно было определить достаток);
4) чепчик (маленькая шапочка), украшенный широкой лентой с бисером;
5) платок, шелковый (платки разных цветов носили поверх чепчика, обвязанные так, что оставалась видна только лента с бисером).
По описанию костюм похож на комплекс с андараком, который бытовал очень ограниченно на территории расселения «однодворцев» — потомков «служилых людей», переселившихся на Русь из Великого княжества Литовского.

## Население
| 2007 |
| ---- |
| 69   |

## Инфраструктура
Личное подсобное хозяйство с зоной сельскохозяйственного использования, индивидуальная застройка усадебного типа. 

## Транспорт
Просёлочная дорога.